# Portes d'eau de Lille
Les portes d’eau  de Lille permettaient le passage des péniches à travers l’enceinte fortifiée entre la Deûle et les deux  ports à l’intérieur de la ville.

## Portes d’eau de la Basse Deûle

### Porte d'eau de 1622 à 1670
La première porte d'eau de la Basse Deûle date de l’agrandissement de 1617-1622 qui intègre à l’intérieur de l’enceinte le port de la Basse Deûle auparavant situé à l’extérieur de la ville y compris à partir de la création du château de Courtrai.
Cette porte d’eau qui était située approximativement à l’emplacement de l’actuel Pont-Neuf est remplacée par un ouvrage plus en aval lors de la construction des nouvelles fortifications de Vauban.

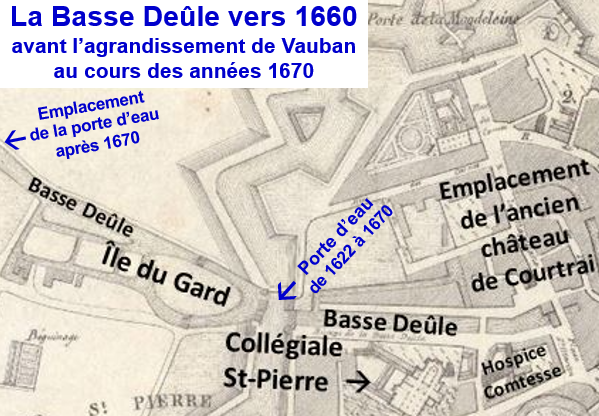
Basse Deûle vers 1660

### Porte d'eau de l'enceinte de Vauban de 1670 à 1930
Les terrassements entre la Citadelle et la porte d'eau commencent dès décembre 1670 avant l’achèvement de la Citadelle.
La porte d’eau percée dans la courtine intérieure des fortifications à la sortie du port de la Basse Deûle est encadrée par les bastions de de la Madeleine et de Metz de cette nouvelle enceinte et protégée en aval par des tenailles et une redoute.
Son emplacement était celui de l'actuel carrefour des rues Saint-Sébastien, Ampère et de l'avenue Winston-Churchill.
Lors du siège de 1708, la ville est attaquée par cette porte.

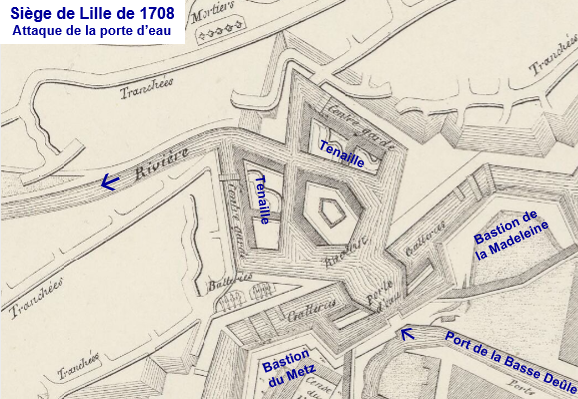
Attaque de la porte d’eau

Cette porte d'eau est supprimée dans les années 1930 à la suite de la démolition de la courtine dans laquelle elle était percée et de la suppression du port de la Basse Deûle comblé de 1932 à 1953.
Le canal de la Moyenne Deûle ouvert en 1751 longeait l’enceinte entre la partie intérieure du rempart et les ouvrages extérieurs (Ouvrage à cornes de Saint-André) et rejoignait, après un passage dans une écluse, le sas Saint-André, la Basse-Deûle immédiatement en aval de cette porte d’eau  avant la traversée des tenailles dans la fortification.
Ce passage de navigation dans les fortifications est supprimé en 1881 lors de la création d'une liaison canalisée entre l'Esplanade et la Basse Deûle au pont Sainte-Hélène à la limite communale de Lille, de Saint-André et de La Madeleine.

### Porte d'eau duXIXesiècle
Une deuxième porte d'eau est construite dans les années 1825-1829 lors de la modification du tracé de la Basse Deûle qui passe à la base gauche des tenaillons. 
Il reste des vestiges de cette porte percée dans la partie extérieure des remparts.

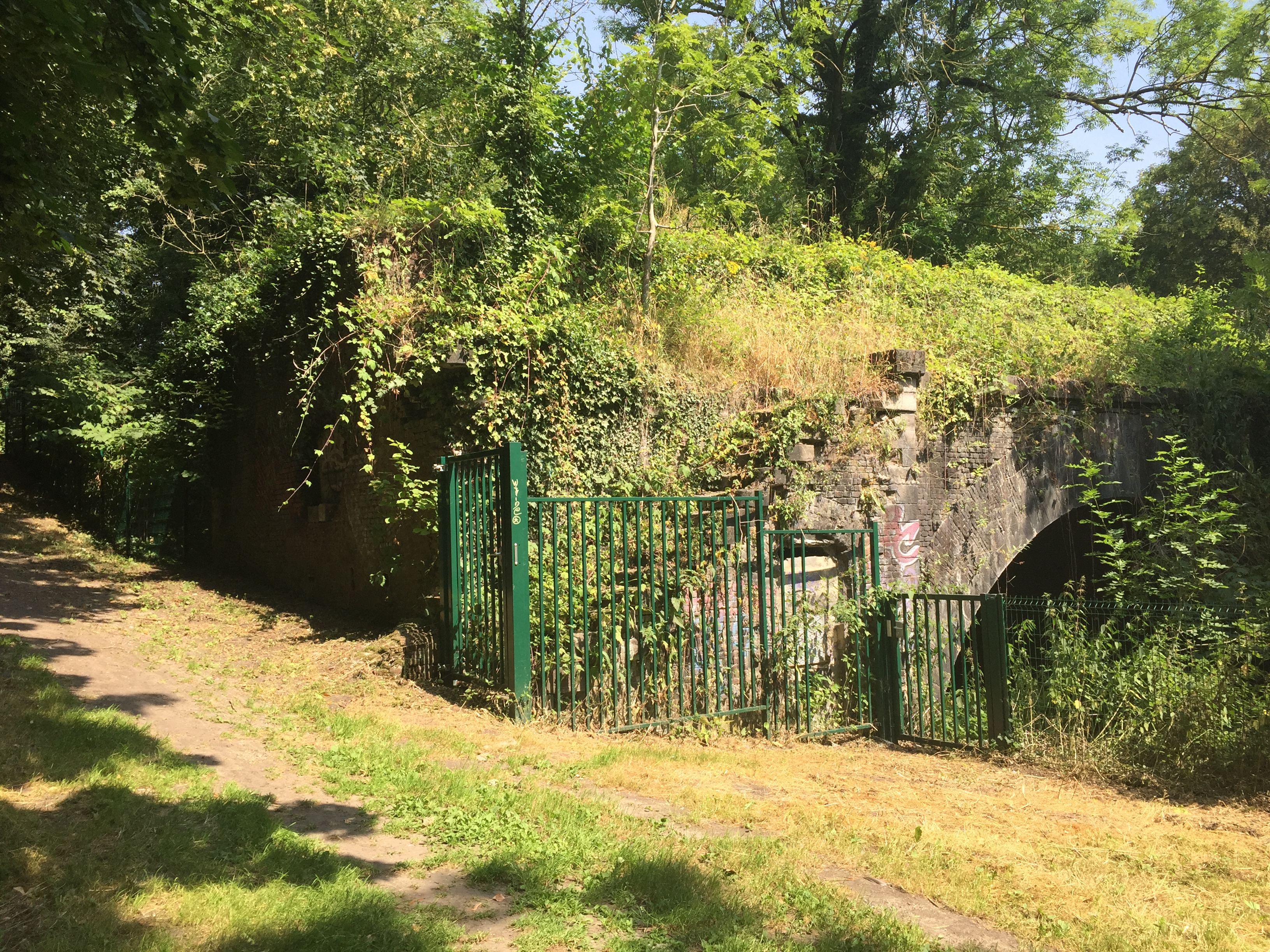
Vestige de l'ouvrage du XIXe siècle
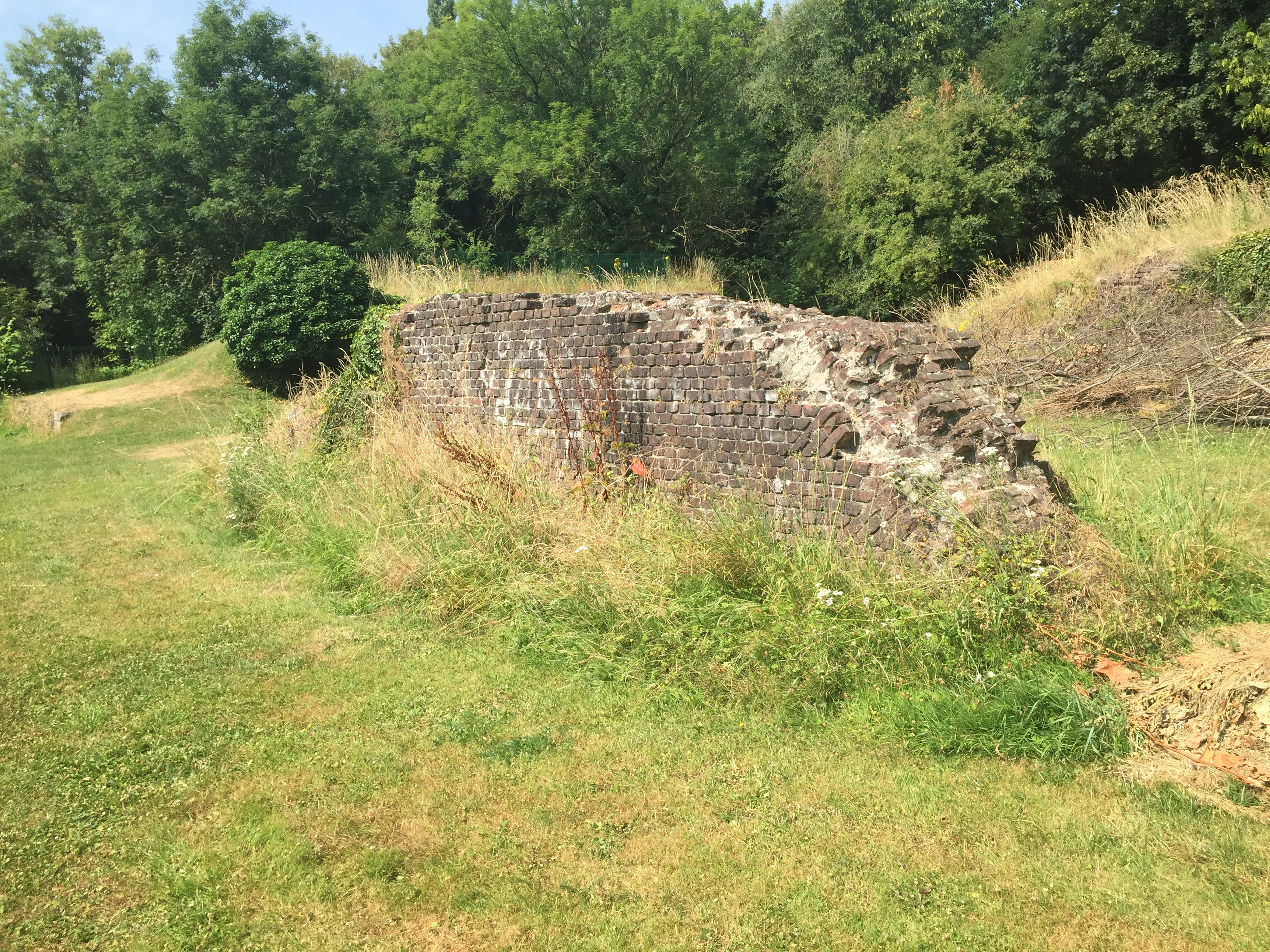
Restant d'une traverse sur chemin couvert

.
La plaine de la Poterne de 8 hectares garde le souvenir de la porte d'eau. Une voie verte en cours d'aménagement en 2024 qui reliera la voie verte de la Deûle au  Vieux Lille devrait contribuer à mettre en valeur cet espace préservé des projets d'urbanisme cependant délaissé  au cours des décennies ayant suivi le déclassement de l'enceinte et jusqu'au début du XXIe siècle.

## Porte d’eau de la Haute Deûle

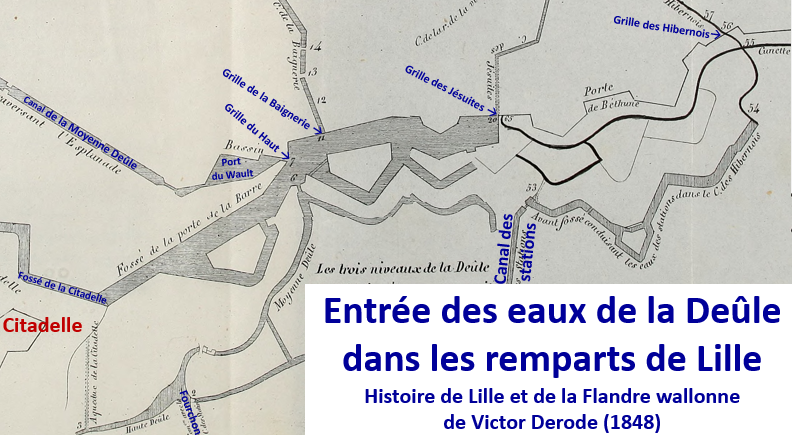
Entrée des eaux de la Haute Deûle et des canaux à Lille en 1848

Cette porte d'eau date de l’agrandissement des années 1670 qui intègre à l’intérieur de la nouvelle enceinte de Vauban le port du Wault qui bordait antérieurement, 
l'extérieur du rempart du Moyen-Âge.
Le bassin du Wault était un port en impasse avant l’ouverture  en 1751 du canal de la Moyenne-Deûle qui relie la Haute Deûle à la Basse Deûle et le redevient lors de la modification du parcours de ce canal vers 1860 lors de l'agrandissement de Lille de 1858. Cette porte d'eau disparait à la même époque lors de la destruction de la partie sud-ouest du rempart de Vauban. Elle est remplacée lors de la construction de la nouvelle enceinte par une porte d'eau 94 mètres au nord de la porte de Dunkerque comprenant une barrière mobile. Un corps de garde détruit en 1941 était installé à proximité.
Cette porte d'eau disparait lors du démantèlement dans les années 1920 de l'enceinte des années 1860.

## Porte d'eau du Petit Paradis
Cette porte est établie, à l'extrémité nord de l'̈Esplanade, dans le mur de communication entre la Citadelle et le rempart, à l'entrée d̩u passage du canal de la Moyenne Deûle dans les fortifications du front nord. Cette porte était défendue par deux obstacles sur le chemin de halage, une herse coulissante haute de 5,6 mètres longue de 8 mètres. Un corps de garde était établi à proximité sur la façade de l'esplanade.
Devenue sans utilité à partir du détournement du canal de la Moyenne Deûle au-delà des fortifications en 1881, cette porte disparaît avant la première guerre mondiale.

## Grilles d’eau

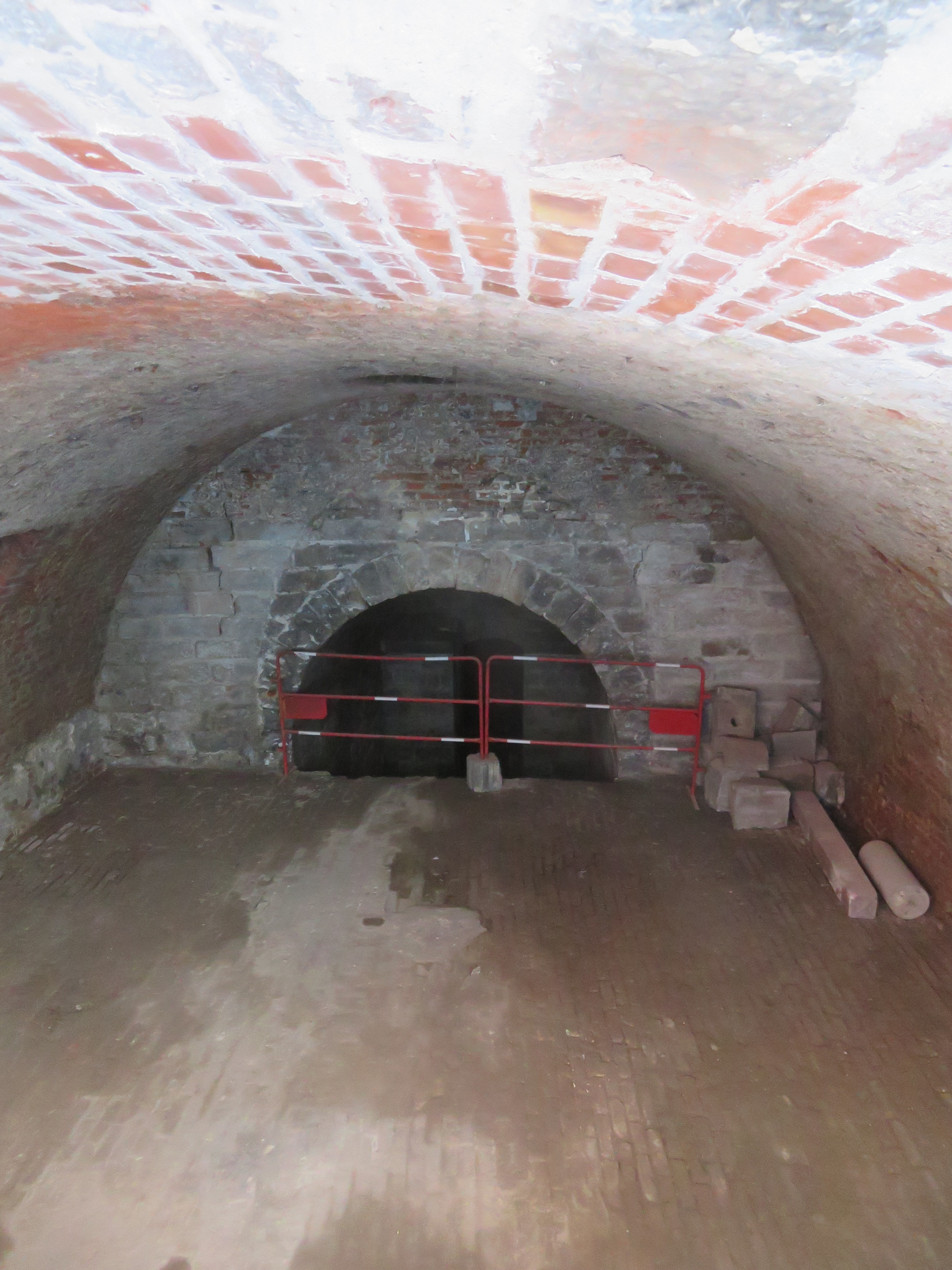
Voute du canal des Vieux hommes

Les canaux non navigables qui traversaient Lille pénétraient dans la ville par des grilles à partir de la cunette, rigole qui entourait la partie interne de l'enceinte fortifiée. Le canal des Hybernois traversait le rempart après être passé sur un aqueduc enjambant la cunette.
Ces ouvrages ont également disparu lors de la démolition du flanc sud-ouest de l'enceinte lors de l'agrandissement de 1858.
Du côté opposé, il reste, entre la rue Militaire et le parc Matisse, un vestige vouté du passage du canal des  Vieux Hommes.

### Monographies
- Alexandre de Saint-Léger, Histoire de Lille des origines à 1789, Lille, Émile Raoust, 1942